# Військовий переворот у Гвінеї (2021)
Військовий переворот у Гвінеї 2021 року — військовий переворот, здійснений збройними силами Гвінеї 5 вересня 2021 року.

## Передумови
Альфа Конде — перший президент Гвінеї з моменту її незалежності, який був обраний на президентських виборах. До цього в країні діяла автократія.
2015 року Конде було переобрано.
До 2020 року президент Гвінеї не міг переобиратися більше двох разів, однак конституційний референдум збільшив термін повноважень глави держави, в результаті чого Конде отримав право переобиратися ще 2 рази.
Альфа Конде переміг на виборах 2020 року, після чого послідували протести і звинувачення в фальсифікації результатів.
Гвінейські опозиціонери піддавалися репресіям — Мамаде Конде був заарештований в січні 2021 року, а лідер партії Союз демократичних сил Гвінеї помер у в'язниці.
На початку 2021 року різко зросли ціни на борошно, зерно і цукор. Уряд спробував встановити більш високу ціну на хліб, проте на тлі обурення щодо цього указу уряд відмовилася від підвищення цін, що призвело до нестачі хліба, оскільки пекарні відмовилися виробляти хліб за фіксовану ціну 2 500 франків за буханку, після чого ціна була підвищена до 4000 франків, що знову викликало невдоволення громадськості.
Влітку 2021 року було підвищено податки, зросли ціни на бензин, було зменшено фінансування військових сил на користь президентських служб.
Повідомляється про те, що переворот був спровокований спробою уряду звільнити високопоставленого співробітника спецназу.

## Перебіг подій
5 вересня 2021 року біля 8 години ранку біля президентського палацу в місті Конакрі пролунала стрілянина, на вулицях з'явилися військові, які закликають місцевих жителів негайно повернутися до своїх житла.
Бунтівниками був перекритий міст в районі Калум, де розташовано багато урядових будівель. В'їзди автомобільними дорогами з північно-східного напрямку були перекриті військовими. Міністерство оборони Гвінеї оголосило про те, що напад вдалося стримати.
Пізніше було опубліковано відео, на якому президент утримується військовими. Бунтівники заявили, що президенту нічого не загрожує, окрім того, йому надано доступ до лікарів. Полковник Мамаді Думбуя в зверненні на державному телеканалі RTG (фр. Radio Télévision Guinéenne) оголосив про розпуск парламенту, скасування конституції і закриття повітряних і сухопутних кордонів країни як мінімум на тиждень.
Надходили повідомлення про те, що гвінейці вийшли на вулиці і масово вітали переворот. Бунтівники оголосили про комендантську годину з 19:00 5 вересня на всій території держави.
Увечері 5 вересня заколотники заявили про повний контроль над Конакрі і збройними силами. 6 вересня кордони держави були відкриті. 7 вересня через гвінейських в'язниць було звільнено 79 політичних в'язнів.
1 жовтня 2021 року Мамаді Думбуя прийняла присягу тимчасовим президентом..

## Наслідки
Через переворот був відкладений відбірковий матч чемпіонату світу з футболу 2022 між Гвінеєю і Марокко, запланований на 6 вересня. Збірна Марокко була евакуйована в аеропорт.
Офіційний представник партії Об'єднання гвінейського народу розповів про різке погіршення здоров'я заарештованого Альфа Конде. Відомо, що Конде відмовляється від їжі.
Близько 20 % алюмінію проводиться з бокситів, видобутих в Гвінеї, переворот привів до підвищення цін на алюміній, які піднялися до рекордних значень — $ 2 761 за тонну.
Африканський союз призупинив членство країни в цій організації.

## Реакція
- Генеральний секретар ООН Антоніу Гутерреш засудив захоплення влади і закликав звільнити президента Гвінеї.
- Президент (Фелікс Чісекеді) і глава комісії (Мусса Факи Махамат) Африканського союзу закликали до звільнення Альфа Конде і засудили переворот.
- Верховний представник Союзу із закордонних справ і політики безпеки Жозеп Боррель зажадав «поваги правової держави, інтересів миру і благополуччя гвінейського народу»[22].
- леворуч Економічне співтовариство країн Західної Африки 9 вересня планує провести саміт, відвіданих ситуації в Гвінеї.
- Державний департамент США закликав обидві сторони конфлікту не вдаватися до насильства.
- Міністерство закордонних справ Мексики засудило переворот і закликало звільнити Конде[23].
- Міністерство закордонних справ Франції також засудило переворот і закликало звільнити президента[24].
- Президент Гани і офіційний представник Економічного співтовариства країн Західної Африки Нана Акуфо-Аддо виступив зі зверненням, в якому засудив переворот[25].
- Міністерство закордонних справ Нігерії заявило, що державний переворот порушує правила Економічного співтовариства країн Західної Африки, і закликало країну повернутися до конституції[25].
- Міністерство закордонних справ Туреччини засудило переворот, закликало звільнити президента і відновити конституцію[26].
- Міністерство закордонних справ Катару закликало уникати ескалації і засудило теракт[27].
- Міністерство закордонних справ Росії зажадало звільнити Конде і засудило переворот[28].
- Прес-секретар Міністерства закордонних справ Китаю Ван Ваньбінь закликав вирішити конфлікт мирним шляхом і звільнити Конде[29].
- Представник Департаменту міжнародних відносин та співробітництва Південної Африки розповів, що «з великою стурбованістю» спостерігав за розвитком перевороту. Південна Африка закликала до звільнення Конде, закликала Африканський союз втрутитися в ситуацію в Гвінеї, щоб відновити стабільність в країні, і закликала до повної стриманості військових і діалогу для вирішення проблем, з якими стикається Гвінея[30].
- У своїй заяві міністра закордонних справ Гамбії Мамаду Тангара засудив військовий переворот, закликав до повернення до конституції і звільнення лідера[31].
- 6 вересня представник Міністерства закордонних справ Гвінеї-Бісау заявив, що уряд представить офіційну позицію на наступний день, і закликав не приймати поспішних рішень до тих пір, поки не з'явиться конкретна інформація про переворот[32].
- Міністерство закордонних справ Японії засудило арешт президента, закликало до його звільнення і відновлення конституційного порядку[33].
- Міністерство закордонних справ Люксембургу засудило державний переворот і зажадало звільнити президента і відновити конституцію[34].
- Міністр закордонних справ Швеції Анн Лінде закликала звільнити президента[35].
- Джеймс Даддрідж опублікував через Міністерство закордонних справ заяву, якій засудив переворот і закликав звільнити Конде[36].
- Президент Венесуели Ніколас Мадуро засудив переворот і зажадав повернутися до верховенства закону[37].